# Аукуба японская
Аукуба японская (лат. Aucuba japonica) — вечнозелёный кустарник, вид рода Аукуба из семейства гарриевые (Garryaceae). Достигает обычно 1-1,5 м в высоту. В естественных условиях произрастает в Китае, Корее и Японии. В регионах с благоприятным климатом аукубу можно увидеть в саду.

## Ботаническое описание

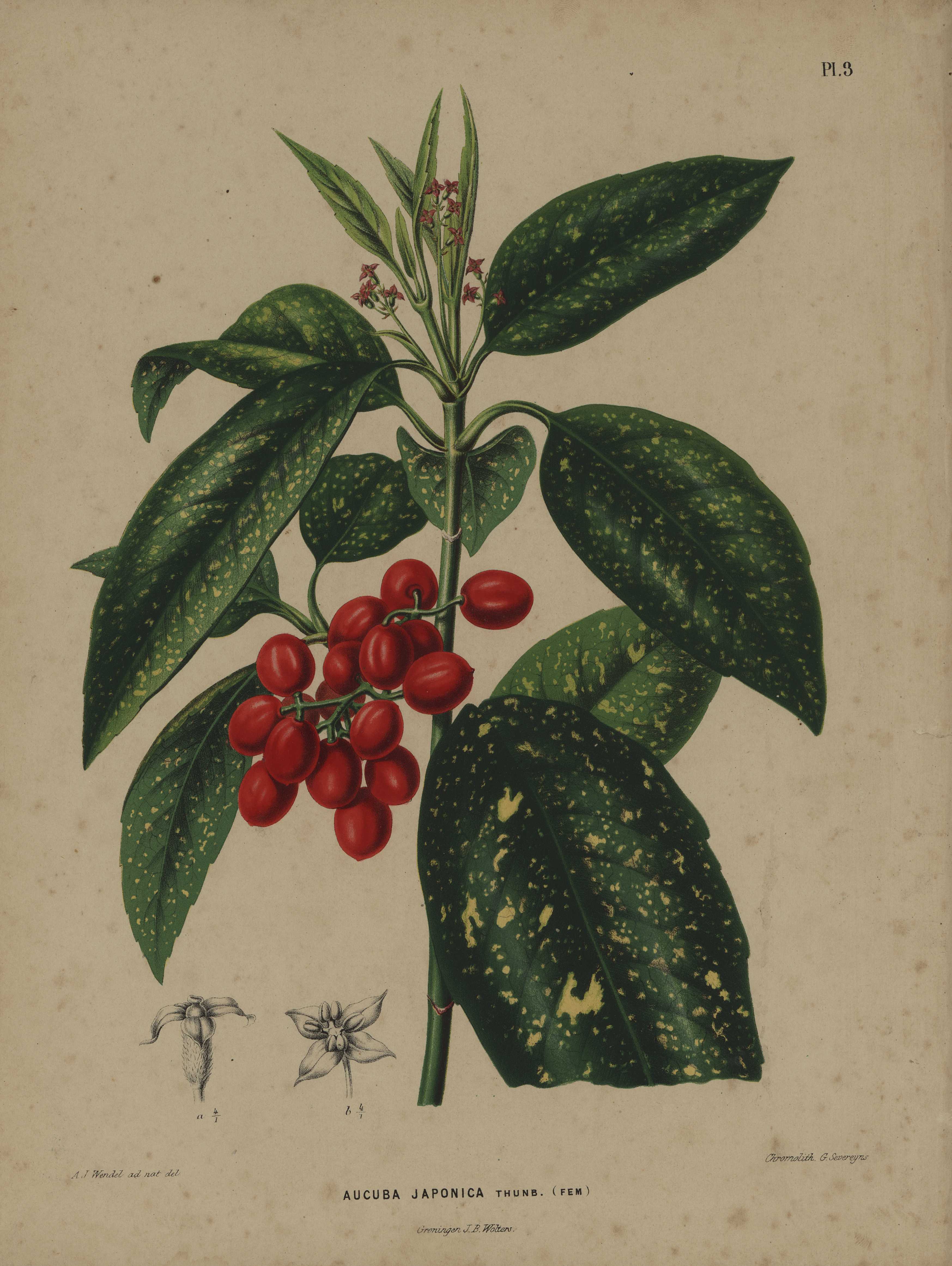
Ботаническая иллюстрация голландского художника Вендель, Авраам Якобус (1868)

Листья расположены супротивно, кожистые, продолговато-овальной формы, блестящие, длиной до 20 см и 6 см шириной, с округлым или широко-клиновидным основанием и заострённой верхушкой, тёмно-зелёные в жёлтую крапинку разной величины. В верхней части листа часто расположены 2-4-6 пары шипов. Относится к категории двудомных растений. Цветки мелкие, диаметром 4-8 мм, с четырьмя лепестками пурпурно-коричневой окраски. Цветки собираются в группы по 10-30 и формируют сложные соцветия-зонтики. Плоды красного или оранжевого цвета диаметром до 10 мм.

## Название
В иностранной литературе также встречаются другие названия растения, дословно означающие: пятнистый лавр, лавр японский, золотая пыль, золотое дерево.

## Выращивание и использование
Aucuba japonica привёз в Англию в 1783 году ученик Филипа Миллера Джон Грейфер, сначала как растение для теплицы. «Золотое растение» стало популярным у садоводов XIX века. Но все растения были женского рода, и в 1861 году Роберт Фортьюн поставил своей целью при поездке в Японию найти мужское растение.
Аукуба ценится своей способностью хорошо чувствовать себя в тени, сухой почве, загрязнённом или сильном воздухе. Ею оформляют живую изгородь, а также выращивают в комнатных условиях. Сегодня в садовых центрах доступны многочисленные сорта аукубы. Самый популярный сорт — Variegata, с жёлтыми пятнами на листьях. Следующие сорта получили награду Королевского садоводческого общества за садовые заслуги:
- Кротонифолия[6]
- Золотой король[7]
- Розанни[8]

### Разновидности
- Aucuba japonica var. borealis Miyabe & Kudô, 1913
- Aucuba japonica var. ovoidea Koidz., 1931

## Галерея

Аукуба японская
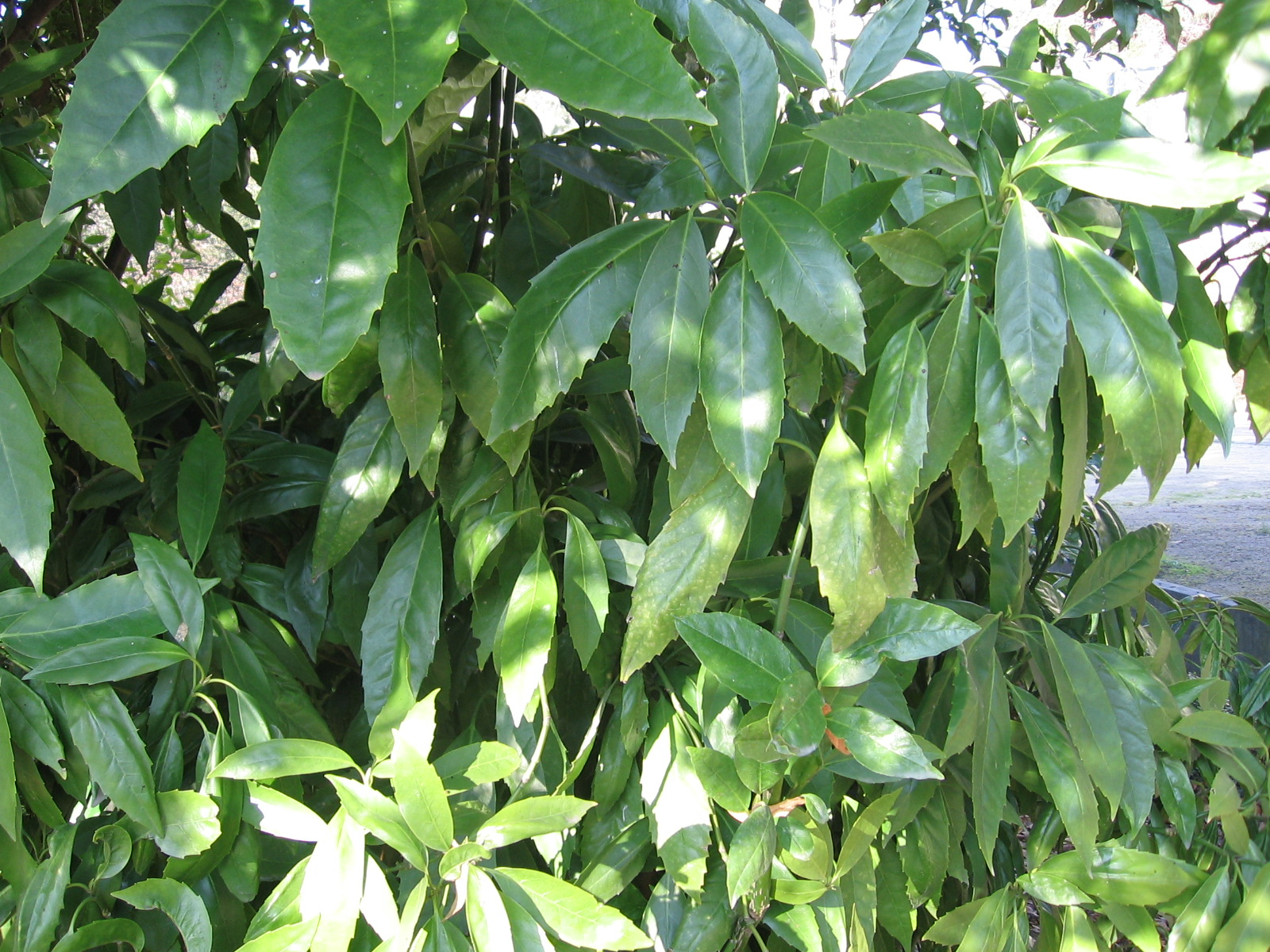
Общий вид
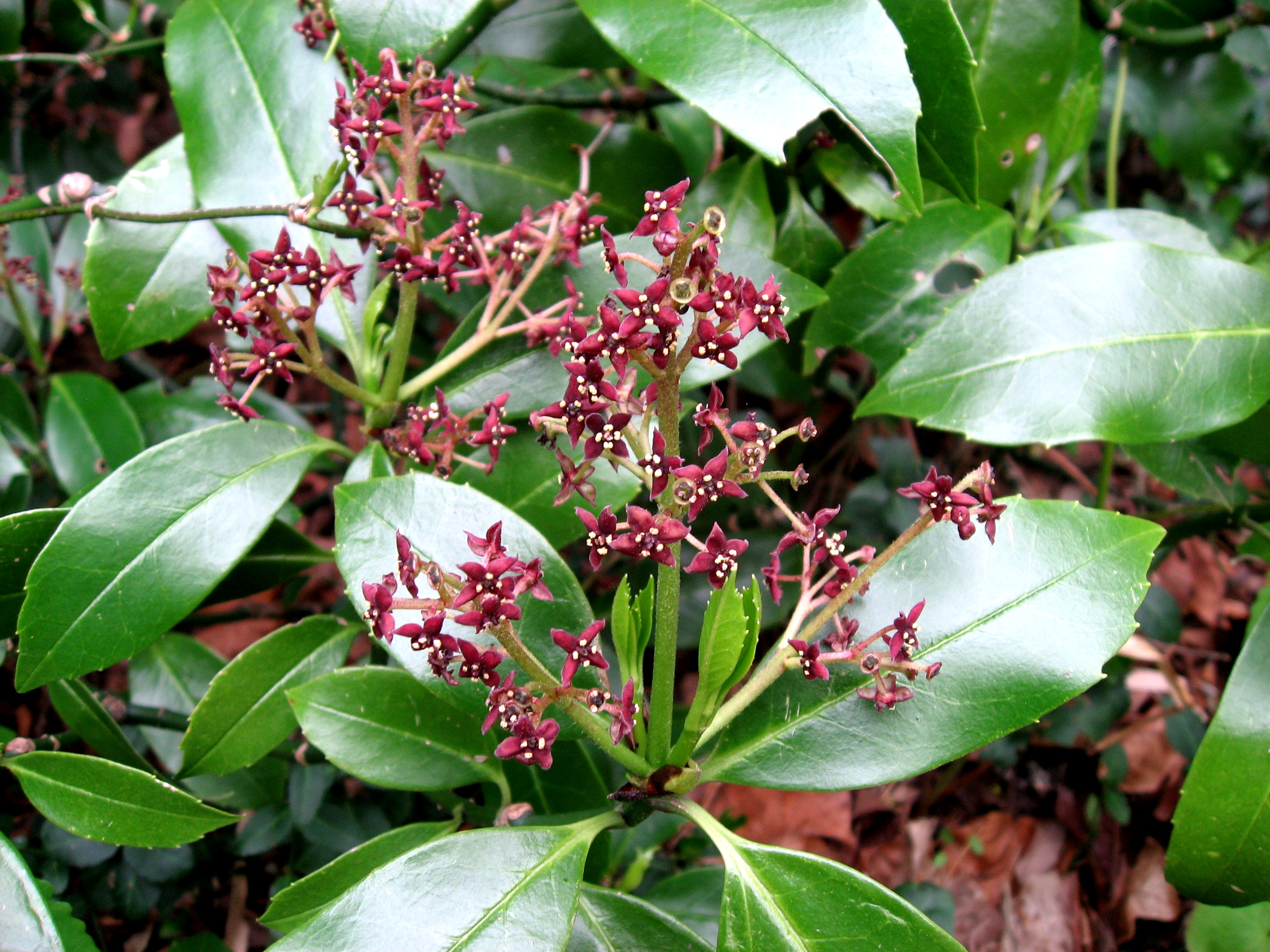
Соцветия
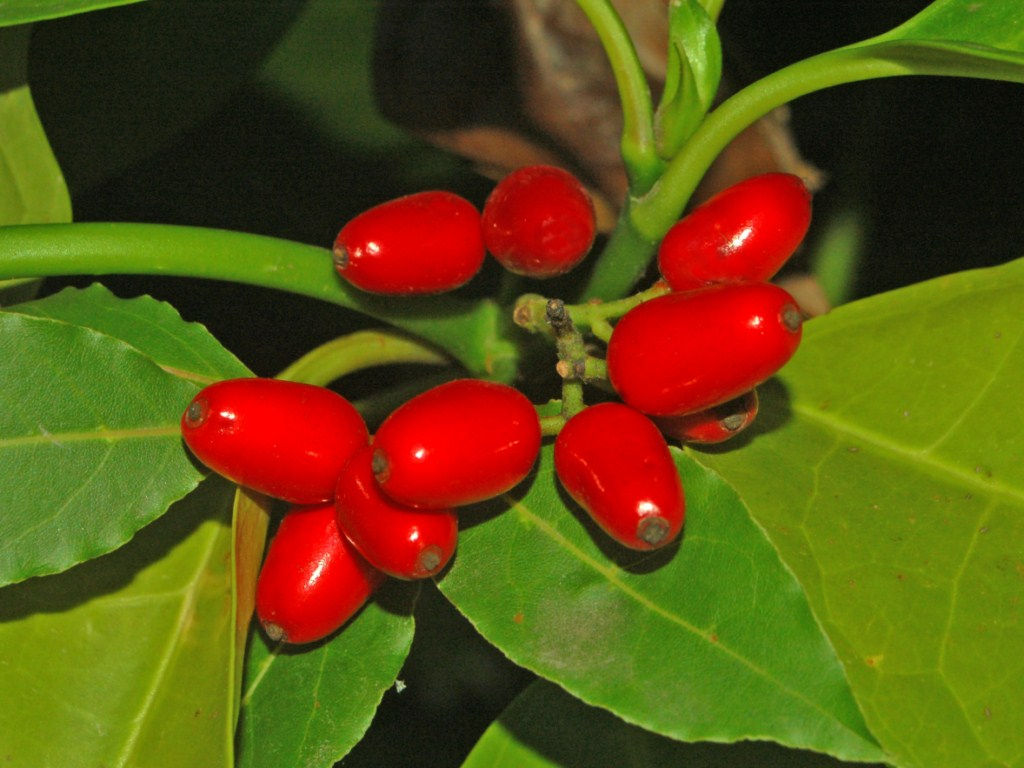
Плоды
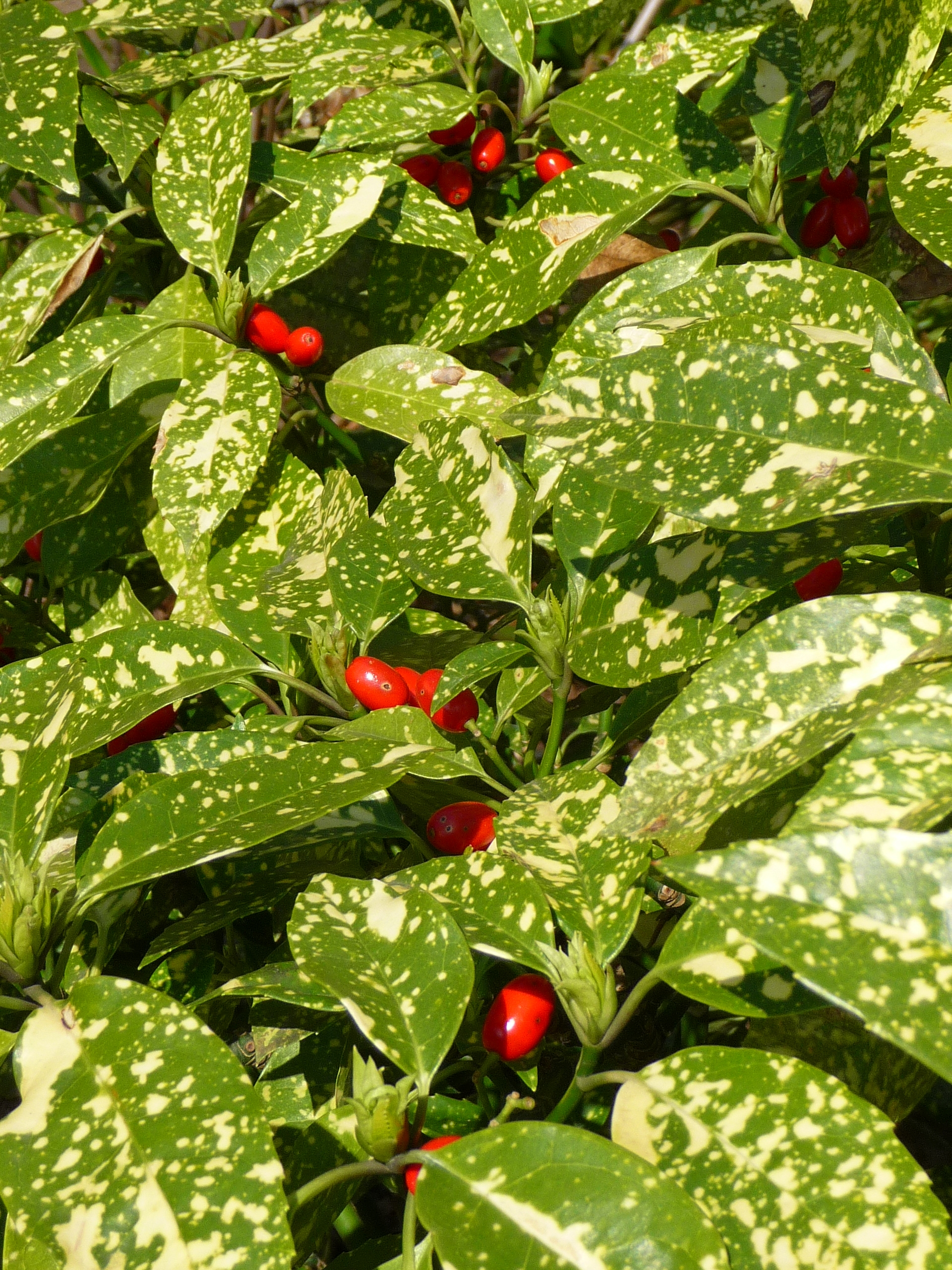
Сорт 'Crotonifolia'